# Záchlumí (ort i Tjeckien, Plzeň)
Záchlumí är en ort i Tjeckien.   Den ligger i regionen Plzeň, i den västra delen av landet, 110 km väster om huvudstaden Prag. Záchlumí ligger 507 meter över havet och antalet invånare är 419.
Terrängen runt Záchlumí är lite kuperad. Runt Záchlumí är det ganska tätbefolkat, med 108 invånare per kvadratkilometer. Närmaste större samhälle är Stříbro, 5,4 km söder om Záchlumí. I omgivningarna runt Záchlumí växer i huvudsak blandskog.